# Brea Bennett
Brea Bennett (n. 7 de febrer de 1987) és una actriu porno estatunidenca.

## Biografia
Brea va néixer a Mesa, Arizona. Des de molt primerenca edat volia ser una estrella i dedicar-se a la música. A l'escola participava i competia en tots els concursos de música possibles fins que va rebre el premi a la millor cantant. Va gravar un disc i actuava interpretant la seva música gairebé totes les nits en cafeteries locals.
Poc temps després va decidir que a més de continuar amb la seva carrera de cantant, volia ser actriu porno. Es va introduir en la indústria porno però inicialment treballava solament en escenes lèsbiques, la qual cosa no li va proporcionar molta fama dins de la indústria.
Pocs mesos després, a la fi de 2005, Brea va ser seleccionada per concursar al programa de l'actriu porno, Jenna Jameson en Playboy TV Jenna's American Sex Star (en el qual diverses actrius competeixen per convertir-se en la següent estrella exclusiva de ClubJenna) i durant el concurs, Jenna la va proclamar la seva favorita entre totes les concursants. Finalment va sortir com a guanyadora del concurs, convertint-se així en la següent actriu porno a unir-se a l'imperi de ClubJenna i en l'única de les seves estrelles d'aspecte adolescent per aquell temps.
El seu contracte amb ClubJenna li va catapultar fins a la fama i li va obrir innombrables portes. Brea va començar a rodar escenes d'un estil molt diferent al del seu treball inicial i va començar a treballar amb actors porno, rodant així també escenes heterosexuals.
A l'octubre de 2006 va sortir a la venda la seva primera pel·lícula de ClubJenna i la seva primera pel·lícula heterosexual, titulada Crowning Glory.
A la festa del vuitantè aniversari d'Hugh Hefner (amo de Playboy) el 2006, Brea va ser una de les Painted Girls (noies vestides amb pintura corporal) en la Mansió Playboy.
L'agost de 2007 el seu contracte amb ClubJenna va finalitzar i no va ser renovat. En l'actualitat Brea Bennett segueix treballant en la indústria porno, però ja no treballa per ClubJenna.